# Yairah Amit
Yairah Amit (Tel Aviv, 19 ottobre 1941) è una teologa israeliana, esegeta del Vecchio Testamento.
Laureatasi all'Università Ebraica di Gerusalemme, conseguì il PhD all'Università di Tel Aviv, sotto la supervisione del critico e biblista Meir Steinberg. Al 2018, è professore associato al Dipartimento di Studi Biblici di questo ateneo.
Nel 2012 è stato pubblicato uno Festschrift in suo onore.

La sua monografia Words, Ideas, Worlds: Biblical Essays in Honour of Yairah Amit, vede i contributi di Athalya Brenner, Cheryl Exum, e Yael Feldman.

## Opere
- Reading Biblical Narratives, 1ª ed., Fortress Press, giugno 2001, ISBN 978-1-4514-2044-9, OCLC 1451420447. URL consultato il 18 gennaio 2019 (archiviato dall'url originale il 18 gennaio 2019).
- The Book of Judges: The Art of Editing, ISBN 978-90-04-10827-1.

Articoli
- (EN) Progression as a Rhetorical Device in Biblical Literature (PDF), in Journal for the Study of the Old Testament, vol. 28, 1º settembre 2003,  pp. 3-32.